# Reflexo
Reflexo é uma reação corporal automática (leia-se imediata e constante) à estimulação. Segundo Piéron, o reflexo corresponde a toda e qualquer atividade ou variação de atividade de um efetor (músculo, glândula, etc.) ou de um grupo de efetores que possa ser provocada de maneira regular pela estimulação natural ou experimental de um receptor ou de um grupo de receptores determinados, ou ainda, pelas fibras nervosas aferentes que lhe correspondem.
Comportamentos reflexos ou respondentes são interações estímulo - resposta (ambiente-sujeito) incondicionadas, inatas, relativamente estereotipadas e fixas. A maioria das respostas ou reações reflexas podem estabelecer conexões temporárias usualmente denominadas reflexos condicionados. Nos primeiros estudos de Ivan Pavlov (1849 -1936), ficou patente que a extirpação do córtex cerebral provocava o desaparecimento dos reflexos condicionais enquanto as respostas incondicionais persistiam. Muitos reflexos permanecem entre os adultos mas o recém-nascido tem alguns reflexos chamados de reflexos primitivos que desaparecem na medida em que o córtex vai se desenvolvendo totalmente.

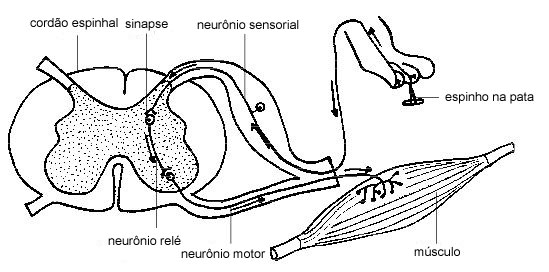
Arco reflexo, reação à dor

## Classificação dos reflexos
Os reflexos podem ser classificados: quanto a sua origem ou organização no sistema nervoso, a exemplo dos medulares, corticais, etc.. Quanto ao tipo (intensidade) de resposta, podem ser ainda considerados como: Fásicos, de ajustamentos lentos e de longa duração (a exemplo dos responsáveis pela regulação do tônus muscular, postura e equilíbrio) ou Tônicos, os ajustamentos rápidos de curta duração (reações de flexão muscular à dor, reação das pupilas à luz, etc) (Dethier, o.c.). Quanto ao sistema funcional, I Pavlov dividiu os reflexos incondicionais em quatro grupos principais: reflexos de orientação, defensivos, alimentares e sexuais. (Astrup, o.c. p.4)
Uma das classificações mais utilizadas, em função da sua utilização na prática clínica é a de Charles Scott Sherrington (1857 -  1952). Segundo esse autor os reflexos podem ser:
- Proprioceptivos - dependem da excitação de receptores que atuam nos músculos, tendões ou labirinto, distinguindo-se portanto: reflexos miotáticos e labirínticos.
- Exteroceptivos ou superficiais, são captados em receptores situados na pele ou nas mucosas externas.
- Visceroceptivos relacionam-se com o sistema nervoso neurovegetativo.

## Arco reflexo
O reflexo, pode ser definido, como uma resposta involuntária rápida, consciente ou não, que visa uma proteção ou adaptação do organismo sendo originado de um estímulo externo, realizada antes mesmo do cérebro tomar conhecimento do estímulo periférico, consequentemente, antes deste comandar uma resposta, efetuada então, a partir de uma decisão  tomada na substância cinzenta da medula espinhal e/ou do bulbo. O arco reflexo é a via nervosa responsável por tal conexão.
Ocorrendo um estímulo, a fibra sensitiva de um nervo raquidiano (nervo aferente ou sensitivo) transmite-o até a medula espinhal passando pela raiz nervosa dorsal. Na medula ou no encéfalo, neurônios associativos (centro nervoso ou coordenador) transformam o estímulo em uma ordem de acção. Essa ordem sairá da medula pela raiz nervosa ventral e será enviada através das fibras motoras (ou eferentes) ao órgão (glândula ou músculo) que realizará uma resposta ao estímulo inicial. Esse movimento forma um "arco", que é chamado de arco reflexo.
A acção ou ato reflexo, portanto é "comandado" pela substância cinzenta (núcleos ou conjunto de corpos neuronais) do sistema nervoso. Partindo da substância cinzenta (da medula, córtex, gânglios da base, etc.) a ordem neuro-efetora atinge a substância branca da medula, passa para os nervos raquidianos, que atinge o órgão, determinando sua reação. Há reflexos que são  comandados pela substância cinzenta da medula e são realizados antes que, como visto, o cérebro (ou a consciência) tome conhecimentos deles.

## Respostas simples e complexas
Quando há uma lesão grave no encéfalo ou na medula, o indivíduo fica incapaz de ter atos reflexos. É por isso que, quando há uma suspeita de grave lesão neurológica, se faz-se o exame de reflexo pupilar entre outros. No indivíduo inconsciente, "pupilas neutras (3 a 5 mm) não reativas", por exemplo sugerem lesão mesencefálica. Reflexos incondicionais ou condicionais simples podem ser evocados após remoção experimental (ou resultante de lesão causada por acidentes e patologias diversas) do córtex, mas não as respostas condicionais mais complexas, o que sugere que as ditas respostas complexas, dependem da integridade do córtex cerebral. Segundo Astrup (o.c. p.4) o atual ponto de vista é que a atividade do córtex cerebral intensifica o tônus do subcórtex e as respostas incondicionais, enquanto que as atividades do subcórtex dirige e regula o córtex cérebral.
Para Burrhus F. Skinner (1904 - 1990) se reunirmos todos os comportamentos que caem na categoria de simples reflexos, teremos apenas uma pequena fração do comportamento total do organismo, pois a maior parte do organismo intacto não está sob esse tipo de controle primário. Ainda segundo esse autor, o ambiente afeta o organismo de várias maneiras que não podem ser convenientemente classificadas como respostas à "estímulos" (comportamento respondente) e, mesmo no campo da estimulação apenas uma parte das forças que agem sobre o organismo eliciam respostas no modo invariável da ação reflexa. O comportamento voluntário pode ser compreendido como ..."um sistema de respostas funcionalmente identificado cuja consistência varia de acordo com o meio do qual o comportamento é função"...(Skinner oc. p.273)

## Reflexos humanos

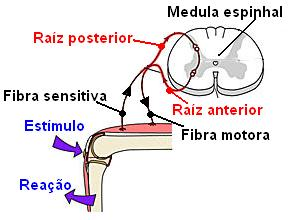
Reflexo Patelar

### Reflexos tendinosos
Os reflexos tendinosos profundos revelam informações sobre a integridade do sistema nervoso central e periférico. Geralmente, os reflexos diminuídos indicam um problema periférico e reflexos exagerados um problema central.
- Reflexo bicipital (C5, C6)
- Reflexo braquiorradial (C5, C6, C7)
- Reflexo do extensor dos dedos (C6, C7)
- Reflexo tricipital (C6, C7, C8)
- Reflexo patelar (L2, L3, L4)
- Reflexo aquileu (S1, S2)

Enquanto os reflexos acima são estimulados mecanicamente, o termo reflexo H refere-se ao reflexo análogo estimulado eletricamente, e o termo reflexo vibratório tônico refere-se àqueles estimulados por vibração.

### Reflexos Superficiais ou Cutâneos
Os reflexos superficiais também são importantes e auxiliam a avaliação de patologias do SNC, comportando-se como os reflexos profundos.
- Reflexo cutâneoabdominal (T6-T8 - Epigastrico) (T9-T11 - Umbilical) (T11-T12 - Hipogátrico)
- Reflexo cremastérico (L1-L2)
- Reflexo cutâneoplantar (L5-S2) - Quando positivo chama-se sinal de Babinski

Em pacientes com hiperatividade reflexa pode-se existir ainda uma contração clônica e ritmica involuntária chamada de sinal de Clonus, os mais comuns são o clonus do pé pela distração do tríceps sural e o clonus da patela pela distração do quadriceps da coxa.